# ایکیزجه (امیرداغ)
ایکیزجه (به ترکی استانبولی: Ekizce) یک منطقهٔ مسکونی در ترکیه است که در امیرداغ واقع شده‌است.